# Krzysztof Paszyk

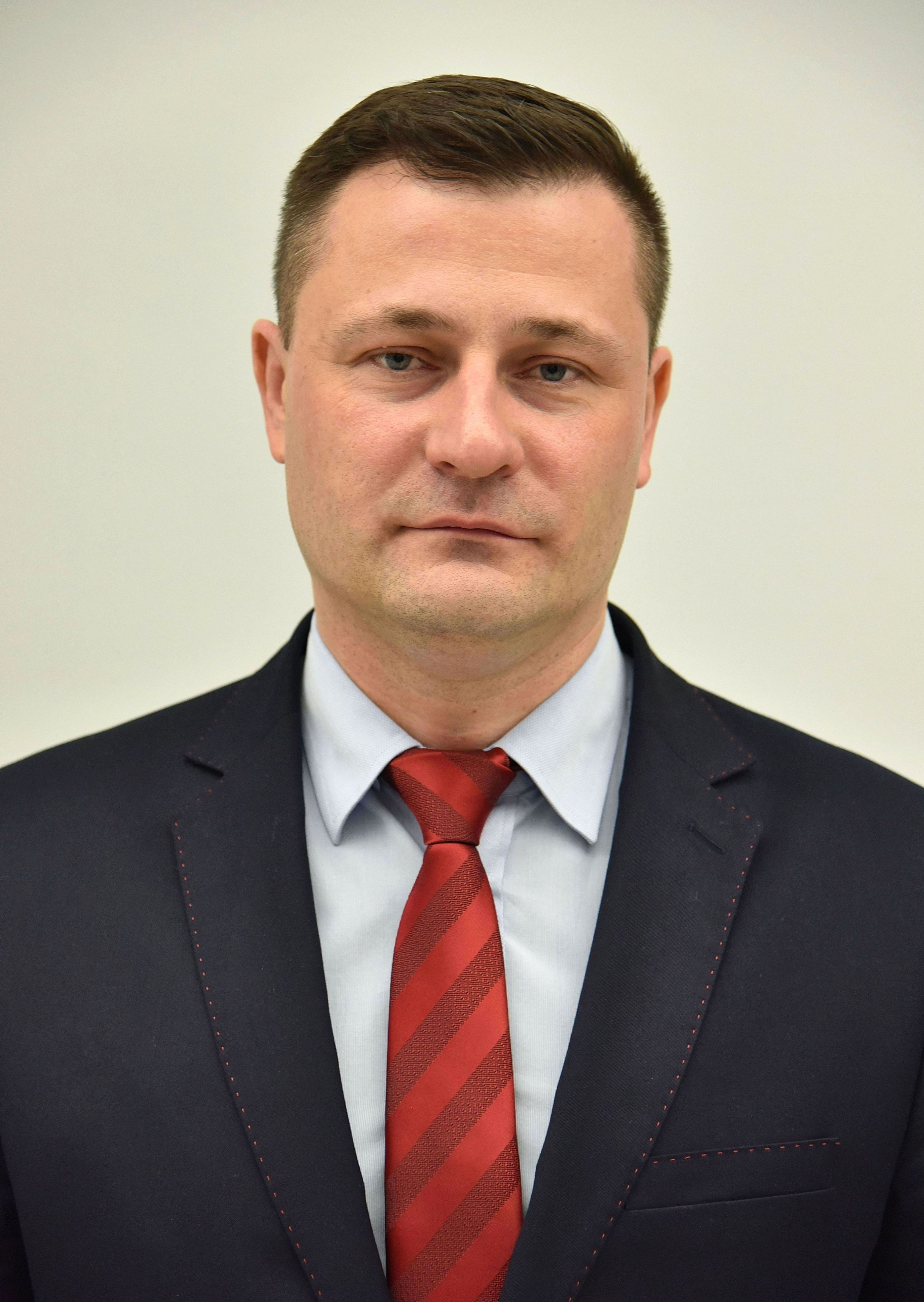
Krzysztof Paszyk (2016)

Krzysztof Michał Paszyk (* 10. April 1979 in Posen, Polen) ist ein polnischer Jurist und Politiker.

## Biographie
Paszyk schloss ein Studium an der Fakultät für Rechtswissenschaften und Verwaltung der Adam-Mickiewicz-Universität Posen ab. Anschließend trat er der konservativen Polnischen Volkspartei (PSL) bei und arbeitete zu Anfang als Assistent verschiedener Parlamentsabgeordneter seiner Partei. Nach Stationen als stellvertretender Vorsitzender des großpolnischen Woiwodschaftsverbandes der PSL sowie als Beisitzer des Landesparteivorstandes, wurde er stellvertretender Leiter der Verkehrsbehörde in Piła.
2006 wurde Paszyk zum Ratsmitglied des Landkreises Oborniki gewählt. 2010 kandidierte er zunächst erfolglos für den Sejmik der Woiwodschaft Großpolen. 2014 gelang ihm schließlich der Einzug, dem die Ernennung zum Vorsitzenden des Sejmik folgte. 2015 kandidierte Paszyk in den Parlamentswahlen erfolgreich für das Unterhaus des polnischen Parlaments, den Sejm. In seinem Wahlbezirk in Piła erzielte er 3.345 Stimmen.